# Krasnoschtschelje

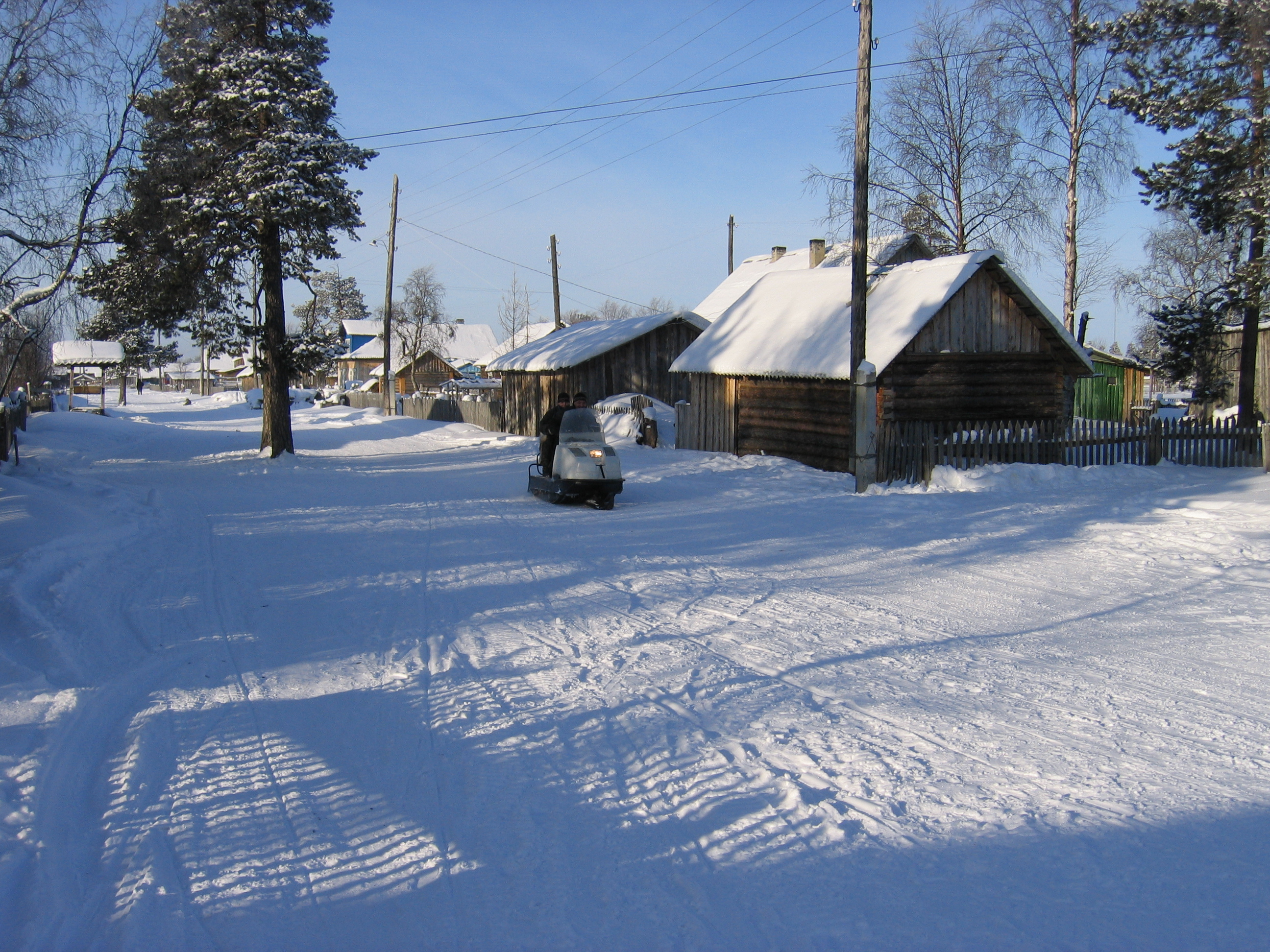
Krasnoschtschelje im Winter (2008)

Krasnoschtschelje (russisch Краснощелье) ist ein Dorf und die drittgrößte Siedlung im Kreis (russisch rajon) Lowosero in der Oblast Murmansk im Nordwesten Russlands. 
Das Dorf liegt am linken Ufer des Flusses Ponoi im Zentrum der Halbinsel Kola. Es bestehen keine Straßenverbindungen zu dem etwa 140 km entfernten administrativen Zentrum oder anderen Siedlungen.
Die Majorität der Bevölkerung sind Komi-Ischemzen (komi изьватас [iʝvatas]), außerdem Samen, Nenzen, Russen und weitere. Der Dokumentarfilm Die Hüter der Tundra (2013) von René Harder spielt in Krasnoschtschelje und schildert das Leben seiner Bewohner.